# Myu Azama
Myu Azama (安座間 美優?, Azama Myū; Hiroshima, 26 dicembre 1986) è una modella e attrice giapponese cresciuta nella prefettura di Okinawa.
Spesso il nome Myu viene trascritto come "Mew" in rōmaji, da come la stessa modella ha spiegato sul suo profilo online: "美優 si legge come se in inglese fosse Mew. Il mio nome viene dalla famosa canzone MEW of dawn di Kyōko Koizumi. Da qui, la trascrizione MEW".
Laureatasi alla Okinawa Actor's School, faceva lì parte di un gruppo chiamato B. B. Waves o Baby Waves, che ha lasciato dopo il diploma nel 2000.

## Carriera
Ad ottobre del 2002 ha ottenuto il titolo di Miss SEVENTEEN, diventando modella esclusiva per la rivista Seventeen.
Prima del ruolo che l'ha resa famosa a livello internazionale, ha interpretato la protagonista nel video musicale della canzone Taisetsu na Omoide, del gruppo Echiura. Nel video interpreta un'adolescente in età scolastica molto insicura. Viene mostrata anche mentre gioca brevemente a pallavolo con la band.
Il suo primo ruolo riconosciuto a livello internazionale è stato quello dell'amazzone guerriera Sailor del coraggio e del tuono, Sailor Jupiter, nel live action Bishōjo senshi Sailor Moon tratto dalla serie Sailor Moon. Le sue co-protagoniste, che interpretano le altre guerriere Sailor, l'hanno definita come femminile e modesta, in confronto al suo personaggio che invece è sempre esplicito e mascolino.
Ad ottobre del 2006, ha ottenuto la corona del trentottesimo Non-No model grand prix, vincendo il concorso tra 5.000 concorrenti. Da dicembre 2006 a dicembre 2007, è stata modella esclusiva per la rivista della Shūeisha Non-No. Un anno dopo la partecipazione a Non-No, è passata ad un'altra rivista di moda importante, CanCam.
Il 3 marzo 2007, si è esibita ai quarti Tokyo girls collection 2007 Spring/Summer, come una delle 70 modelle più famose del Giappone.
Il 24 aprile 2007, è diventata la ragazza immagine dell'anno per la JTA (Japan Trans Ocean Air).
Sin da aprile 2007, si esibisce nel programma televisivo di informazione per donne Omo-San.